# Super Bowl XVII
El Super Bowl XVII fue el nombre que se le dio al partido de fútbol americano que definió al campeón de la temporada 1982-83 de la NFL. El partido se disputó el 30 de enero de 1983 en el estadio del Estadio Rose Bowl de la ciudad de Pasadena, California. El campeón de la Conferencia Nacional (NFC) Washington (12-1) derrotó al campeón de la Conferencia Americana (AFC) Miami (10-3), por 27–17, (Washington anotó 17 puntos sin respuesta en la segunda mitad del juego y establecieron una marca de Super Bowl corriendo 276 yardas, mientras que solo le permitían a Miami 47 jugadas ofensivas para un total de 176 yardas totales, 76 de las cuales fueron conseguidas en una sola jugada.

## Alineación titular
| Miami             | Posición  | Washington     |
| ----------------- | --------- | -------------- |
| OFENSIVA          |           |                |
| Duriel Harris     | WR        | Alvin Garrett  |
| Jon Giesler       | LT        | Joe Jacoby     |
| Bob Kuechenberg   | LG        | Russ Grimm     |
| Dwight Stephenson | C         | Jeff Bostic    |
| Jeff Toews        | RG        | Fred Dean      |
| Eric Laakso       | RT        | George Starke  |
| Bruce Hardy       | TE        | Don Warren     |
| Jimmy Cefalo      | WR        | Charlie Brown  |
| David Woodley     | QB        | Joe Theismann  |
| Tony Nathan       | RB        | John Riggins   |
| Andra Franklin    | RB/TE     | Rick Walker    |
| DEFENSIVA         |           |                |
| Doug Betters      | LE        | Mat Mendenhall |
| Bob Baumhower     | LDT       | Dave Butz      |
| Kim Bokamper      | RE/RDT    | Darryl Grant   |
| Bob Brudzinski    | LOLB/RE   | Dexter Manley  |
| A.J. Duhe         | LILB/LOLB | Mel Kaufman    |
| Earnie Rhone      | RILB/MLB  | Neal Olkewicz  |
| Larry Gordon      | ROLB/DB   | Rich Milot     |
| Gerald Small      | LCB       | Jeris White    |
| Don McNeal        | RCB       | Vernon Dean    |
| Glenn Blackwood   | SS        | Tony Peters    |
| Lyle Blackwood    | FS        | Mark Murphy    |